# Gustaf Steffen
Gustaf Fredrik Steffen, född 4 maj 1864 i Klara församling, Stockholms stad, död 15 april 1929 i Göteborgs Vasa församling, var en svensk sociolog och riksdagsledamot.

## Biografi
Gustaf Steffen tog 1883 studentexamen i Stockholm och studerade därefter kemi vid en tysk högskola 1883–1885, var assistent vid Bergsakademien i Berlin 1885–1887 och vid Royal Agriculture Society i London 1889. Han höll föreläsningar i nationalekonomi i England 1892–1896, och var därefter korrespondent vid Göteborgs Handels- och Sjöfartstidning, Aftonbladet med flera.
Han avlade filosofie doktorsexamen i Rostock 1902, och 1903 utsågs han till professor i nationalekonomi och sociologi vid Göteborgs högskola. 1904 utsågs han till ledamot av Vetenskaps- och vitterhetssamhället.
Steffen var under åren 1911–1916 ledamot av riksdagens första kammare för Stockholms läns valkrets, men 1915 uteslöts han ur det socialdemokratiska partiet på grund av påstådd, uttalad tyskvänlighet. Efter första världskriget återinträdde han dock i partiet. År 1912 blev han ledamot av bostadskommissionen, 1913 ledamot av sociala rådet och 1920 ledamot av socialiseringsnämnden.
Steffen var ledamot av Kungliga Vetenskaps- och Vitterhetssamhället i Göteborg. Genom modern Anna Maria var han dotterson till Aron von Reis.

## Skrifter
- Sociala studier (sju delar, 1905–1912)
- Den industriella arbetarfrågan (1889 i "Verdandis småskrifter")
- Färgernas betydelse i djur- och växtvärlden (1890 i "Verdandis småskrifter")
- Normalarbetsdagen (1891 i "Verdandis småskrifter")
- Från det moderna England (1893; tysk upplaga 1895)
- Brittiska ströftåg (1895; tysk upplaga 1896)
- Studier öfver lönsystemets historia i England (två delar, 1895, 1899; i Lorénska stiftelsens skrifter, 16)
- England som världsmakt och kulturstat (1898; tysk upplaga 1899)
- Lönarbetaren och samhället (1900), omarbetad på tyska: Geschichte der englischen Lohnarbeiter, I 1250-1760 (1901), II 1760-1830 (1904), III 1830-1890 (1905)
- Über die Kaufkraft erwachsener männlicher Arbeiter in England 1760-1830 (dissertation 1902)
- England och demokratismen (1909; tysk bearbetning 1911)
- Lagstiftningen om smärre jordbruk och jordlotter i England, Skottland och Irland (1909; emigrationsutredningen)
- Utvandringen och de ekonomiska konjunkturerna i Sverige och Italien (1909; emigrationsutredningen)
- Lebensbedingungen moderner Kultur (1909)
- Das problem der Demokratie (1912)
- Samhällets kamp mot fattigdomen. I. Den lagstadgade minimilönen (1913)
- Sociologien, dess föremål och problemer (1907; tre upplagor)
- Sociologi (I-IV, 1910–1911)
- Der Weg zu sozialer Erkenntniss (1911)
- Die Grundlagen der Soziologie (1912)
- Die Irrwege sozialer Erkenntniss (1913)
- Den materialistiska samhällsuppfattningens historia före Karl Marx (1914)
- Marx och materialismen (1914)
- Krig och kultur (fyra delar, 1914–1917; flera tyska upplagor)
- Världsåldrarna
- Demokrati och maktpolitik